# 41. вечити дерби у фудбалу
41. вечити дерби у фудбалу је фудбалска утакмица одиграна у Београду 22. октобра 1967. године, између Црвене звезде и Партизана. Утакмица се завршила резултатом 1 : 0 (1 : 0) за Партизан. Једини стрелац на дербију је био Хасанагић у 33. минуту.